# جسر غاران
جسر غاران (بالفارسية: پل گاران) هو جسر تاريخي يعود إلى عصر السلالة الصفوية، ويقع في مقاطعة مريوان.